# Herman Berkien

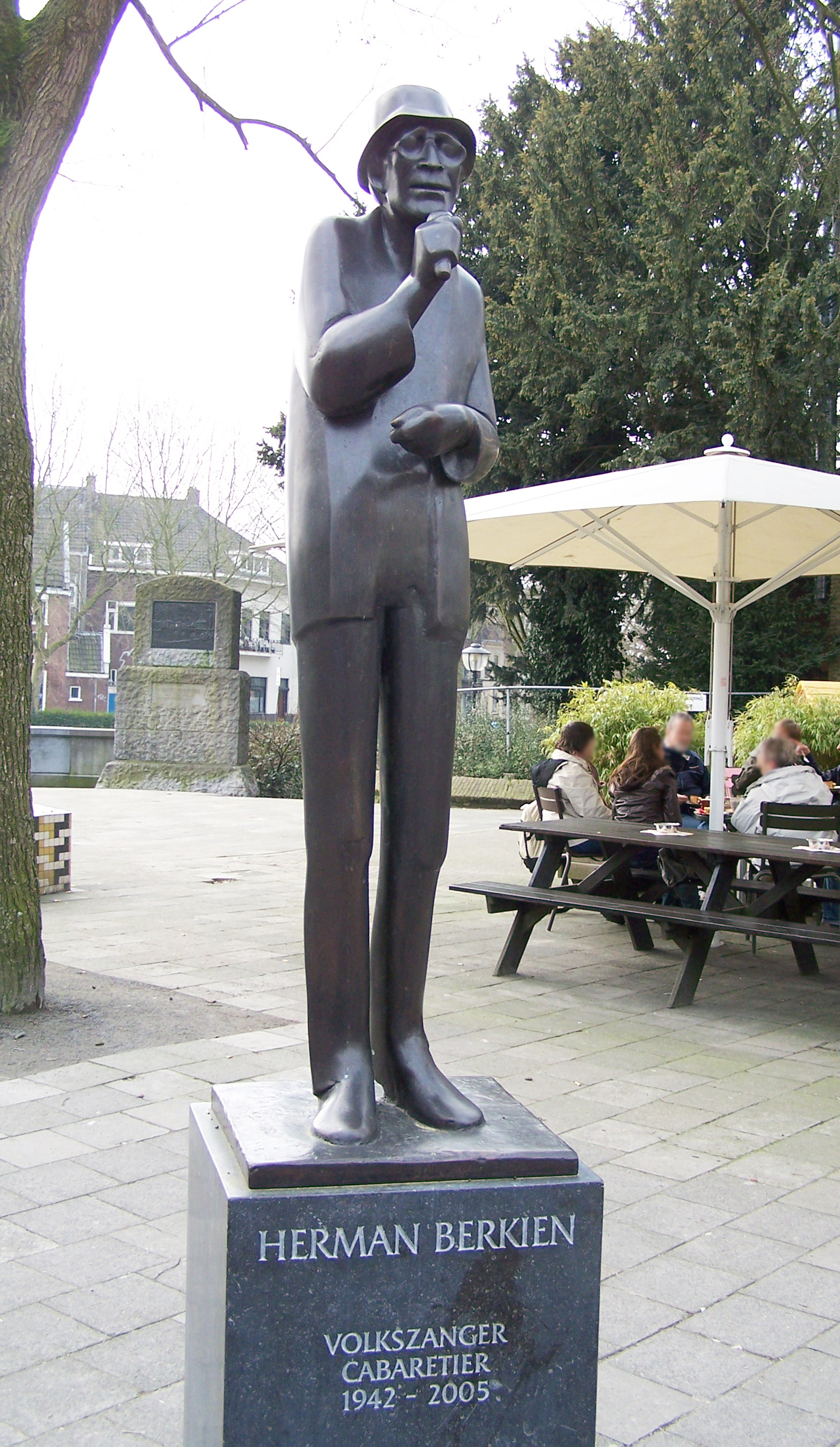
Statur von Herman Berkien in Utrecht

Herman Berkien (* 15. Juni 1942 in Utrecht; † 22. Juni 2005 ebenda; eigentlich Hermannus Antonius Berkien) war ein niederländischer Entertainer und Sänger.
Berkien wurde in seinem Heimatland vor allem durch seine Aufnahmen von Liedern im Dialekt seiner Geburtsstadt Utrecht bekannt. Große Erfolge feierte er in den 1970er Jahren mit Liedern wie Waar is toch m'n caravan und Utereg me stadje. Zwischen 1974 und 1979 arbeitete er eng mit der Komödiantin Tineke Schouten zusammen, als deren Entdecker Berkien gilt.
2002 wurde er zum Mitglied des Ordens von Oranien-Nassau ernannt. Für seinen besonderen Einsatz und seine Verdienste um die Stadt wurde Berkien 2004 die Ehrennadel der Stadt Utrecht verliehen.
Berkien galt zeitlebens als leidenschaftlicher Anhänger des Fußballclubs FC Utrecht. Zu dessen Qualifikation für den UEFA-Pokal dichtete er 2001 seinen größten Hit Utereg me stadje (dt.: Utrecht, mein Städtchen) in Utereg me kluppie (dt.: Utrecht mein Klub) um.
Berkien erlag am 22. Juni 2005 im Alter von 63 Jahren den Folgen eines Herzinfarkts, den er drei Tage zuvor erlitten hatte.